# 大入杵命
大入杵命（おおいりのきのみこと）は、崇神天皇（すじんてんのう）と尾張大海媛（おわりのおおあまひめ）の皇子。

## 解説
性別は不明。能登国造の能登臣氏（のとのおみし）の先祖とされている。
能登国に下ると能登の開発し尽力し当地で薨じ葬られました。
大入杵命の墓は、石川県にある小田中親王塚古墳。4世紀後半に作られた。約800年前から名の知れた古墳で、宮内庁が管理している。

## 参考
- 大入杵命墓の墳丘外形調査および出土品調査報告
- いしかわ歴史遺産の認定について（文化財課）